# Các tượng Phật tại Bamyan
Các tượng Phật tại Bamyan (Ba Tư:بت‌های باميان – bott-hâye Bāmyān; tiếng Pashtun: د باميانو بتان) là hai bức tượng Đức Phật thế kỷ thứ 6 được khắc sâu vào núi đá ở thung lũng Bamiyan, thuộc vùng núi Hazarajat, trung tâm Afghanistan. Nó nằm cách 230 kilômét (140 mi) về phía tây bắc của thủ đô Kabul, ở khu vực có độ cao 2.500 mét (8.200 ft) so với mực nước biển. Bức tượng nhỏ hơn được xây dựng vào năm 507 còn bức tượng lớn hơn được xây dựng vào năm 554 theo phong cách pha trộn cổ điển của nghệ thuật Phật giáo. Chiều cao tương ứng của hai bức tượng lần lượt là 35 và 53 m (115 và 174 ft).
Cấu trúc chính được chạm khắc trực tiếp từ vách đá sa thạch, còn các chi tiết mô phỏng sử dụng bùn trộn với rơm và sau đó phủ bằng vữa. Thực tế là các chi tiết này đã bị mòn từ lâu và để tăng tính biểu cảm người ta đã vẽ lên khuôn mặt, bàn tay và cả nếp gấp của áo Cà-sa. Bức tượng lớn được sơn màu đỏ yên chi trong khi bức nhỏ được sơn nhiều màu. Phần dưới cánh tay của hai bức tượng được xây dựng bằng hỗn hợp bùn trộn rơm, được hỗ trợ bởi cốt gỗ. Người ta tin rằng, phần trên của khuôn mặt tượng Phật là mạng che mặt bằng gỗ đã bị mất. Các hàng lỗ được nhìn thấy trên bức tượng là các chốt gỗ để ổn định cấu trúc vữa bên ngoài.
Vào tháng 3 năm 2001, hai bức tượng Phật đã bị Taliban dùng thuốc nổ đánh sập cả hai theo lệnh của Mullah Mohammed Omar, sau khi chính quyền Taliban tuyên bố rằng họ mới chính là những thần tượng. Một phái viên đến Hoa Kỳ trong vài tuần sau đó nói rằng hai bức tượng Phật bị phá hủy để phản đối viện trợ quốc tế dành riêng cho việc bảo trì tượng trong khi Afghanistan đang trải qua nạn đói khủng khiếp trong khi Bộ trưởng Ngoại giao Afghanistan tuyên bố rằng việc phá hủy chỉ là để thực hiện Bài trừ thánh tượng trong Hồi giáo. Dư luận quốc tế lên án mạnh mẽ hành động phá hủy hai bức tượng Phật này, và trong những năm sau đó hành động này vẫn được xem là một ví dụ về sự không khoan dung tôn giáo của Taliban.

## Lịch sử
Bamyan nằm trên Con đường tơ lụa, chạy qua vùng núi Hindu Kush, trong thung lũng Bamyan. Con đường tơ lụa trong lịch sử là một tuyến đường lữ hành nối liền thị trường Trung Quốc với thế giới phương Tây. Đây là địa điểm của một số tu viện Phật giáo, một trung tâm thịnh vượng về tôn giáo, triết học và nghệ thuật. Các nhà sư tại các tu viện sống như những ẩn sĩ trong những hang động nhỏ được khắc vào bên vách đá Bamyan. Hầu hết họ đã tôn tạo các hang động với các bức tượng tôn giáo và các bức bích họa có màu sắc rực rỡ. Bamyan trở thành một địa điểm Phật giáo từ thế kỷ thứ 2 cho đến thời Hồi giáo xâm lược vào nửa cuối thế kỷ thứ 7. Cho đến khi nó hoàn toàn bị chinh phục bởi triều đại Hồi giáo Saffarid vào thế kỷ thứ 9, Bamyan là một địa điểm văn hóa về Đức Phật.

Quang cảnh

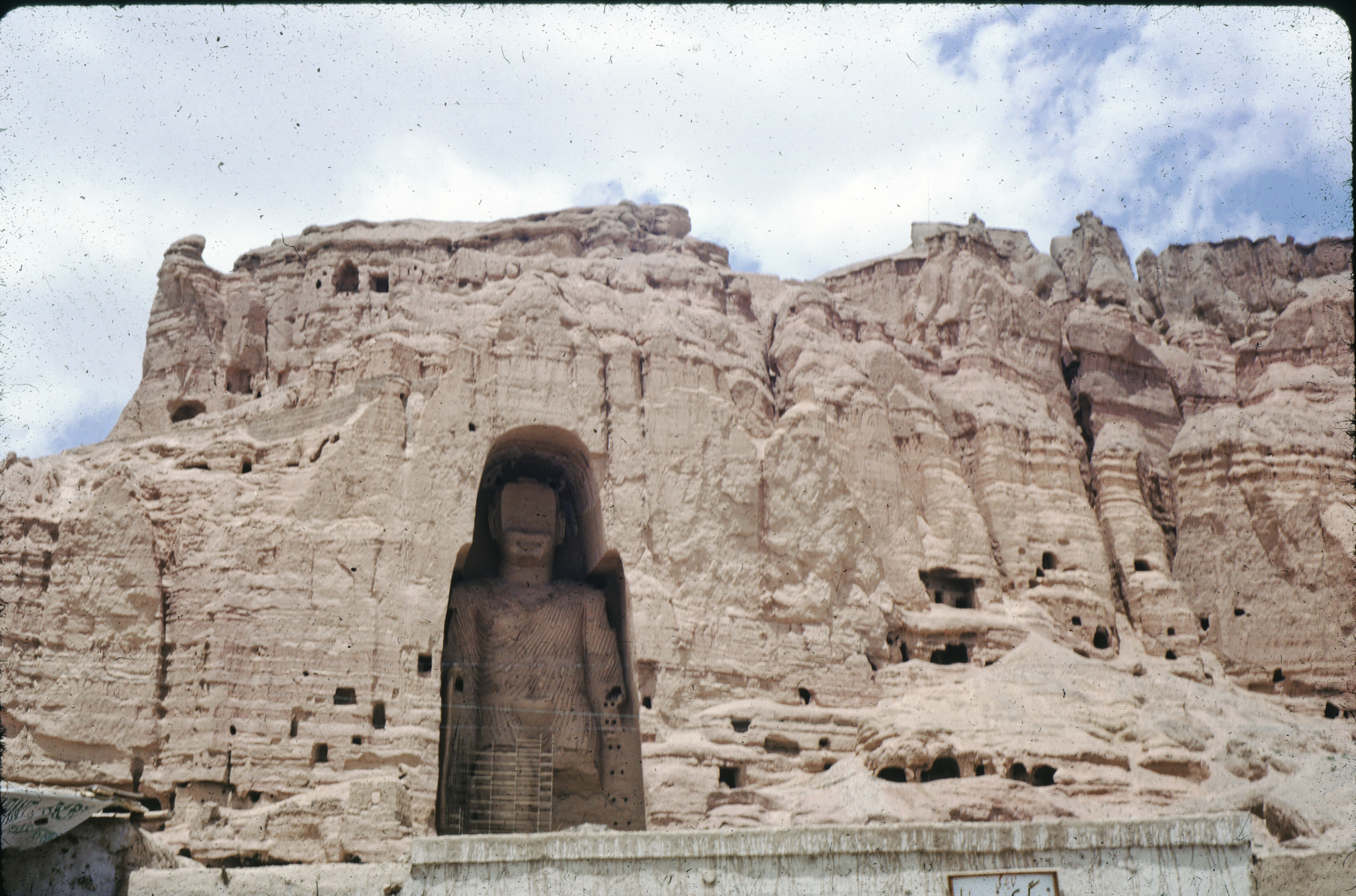
Trước khi bị phá hủy

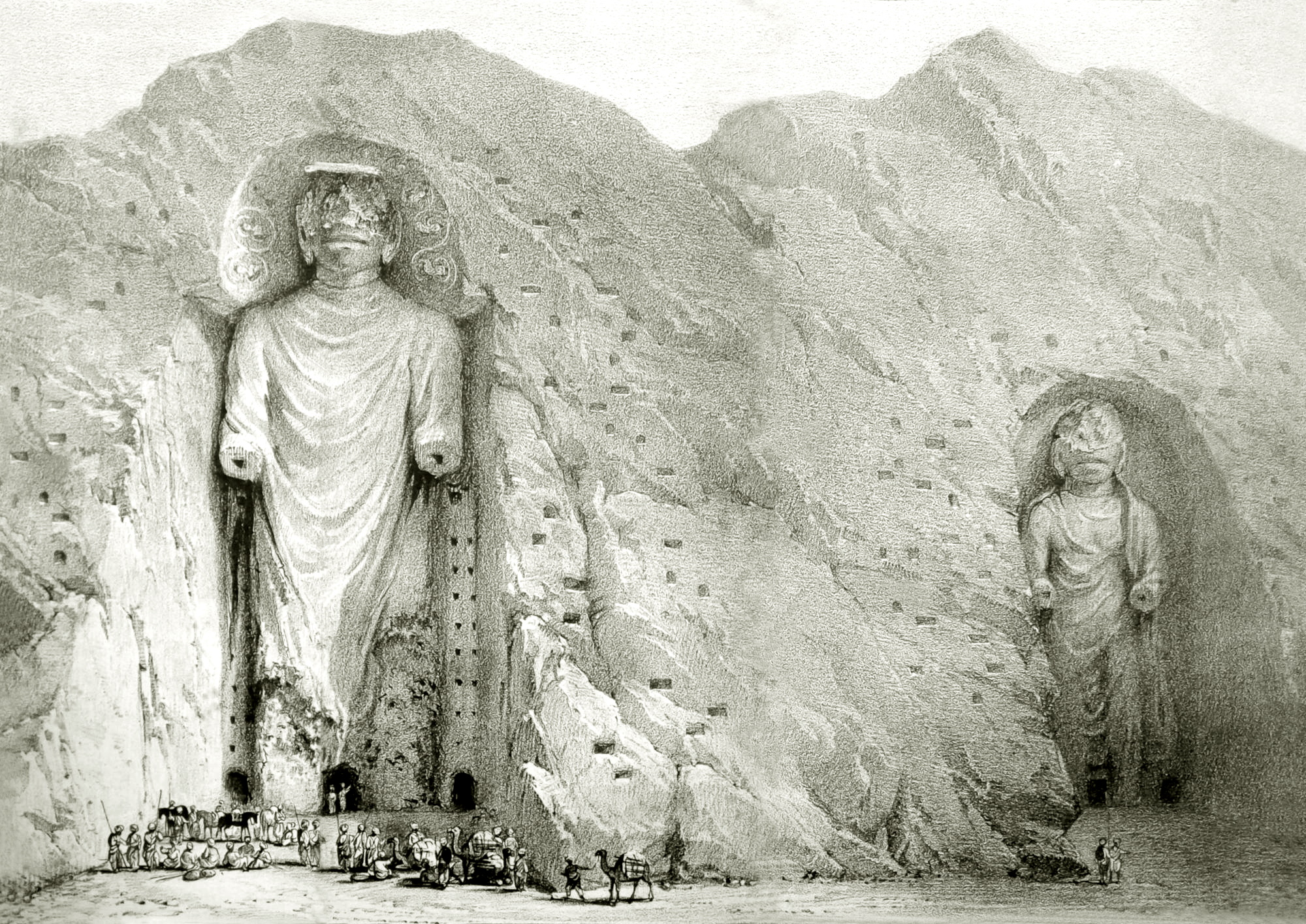
Hình vẽ bởi Alexander Burnes năm 1832

Hai bức tượng nổi bật nhất là hai tác phẩm điêu khắc đứng khổng lồ của Đại Nhật Như Lai và Thích Ca Mâu Ni trong các tư thế thủ ấn khác nhau. Tượng Đức Phật được gọi là "Solsol" cao 53 mét "Shahmama" cao 35 mét được tạc trong các hốc đá đứng cao lần lượt là 58 và 38 mét. Trước khi bị phá hủy vào năm 2001, đây là hai công trình chạm khắc tượng Phật đứng lớn nhất thế giới (Lạc Sơn Đại Phật thế kỷ 8 cao hơn nhưng trong tư thế ngồi). Kể từ đó, Tượng Thống nhất được xây dựng ở Ấn Độ cao 182 m (597 ft) trở thành bức tượng cao nhất thế giới, sau khi phá vỡ kỷ lục của Trung Nguyên Đại Phật trước đó. Kế hoạch xây dựng Trung Nguyên Đại Phật đã được công bố ngay sau khi các tượng Phật ở Bamiyan bị phá hủy và Trung Quốc đã lên án sự phá hủy các di sản Phật giáo có tính hệ thống tại Afghanistan.
Người ta tin rằng, các tác phẩm điêu khắc tượng phật khổng lồ đã được chạm khắc vào vách đá Bamyan giữa thế kỷ thứ 3 đến thế kỷ thứ 6 sau Công nguyên, trong khi quần thể hang động ở phía đông, bao gồm tượng Phật 38 mét, được xây dựng vào thế kỷ thứ 3 hoặc thứ 4 sau Công nguyên. Tượng Phật cao 55 mét được cho là có từ thế kỷ 5 và 6 sau Công nguyên. Tài liệu lịch sử đề cập đến các lễ kỷ niệm được tổ chức hàng năm thu hút nhiều người hành hương và những lời đề nghị xây dựng các bức tượng hoành tráng đã được hiện thực hóa. Chúng có lẽ là địa danh văn hóa nổi tiếng nhất khu vực này đã được UNESCO công nhận là Di sản thế giới cùng với cảnh quan văn hóa xung quanh và di tích khảo cổ của Thung lũng Bamyan. Màu sắc của chúng phai dần theo thời gian.
Huyền Trang đã viếng thăm địa điểm này vào ngày 30 tháng 4 năm 630 sau Công nguyên, mô tả về Bamyan trong cuốn Đại Đường Tây Vực ký là một trung tâm Phật giáo hưng thịnh với hơn mười tu viện và hơn một nghìn nhà sư. Ông cũng lưu ý rằng, cả hai tượng Phật đều được trang trí bằng vàng và ngọc quý. Hấp dẫn hơn khi Huyền Trang đề cập đến một bức tượng Phật thứ ba thậm chí còn có kích thước lớn hơn. Đó là một bức tượng Phật ngồi hoành tráng có phong cách tương tự như tượng Phật còn tồn tại ở chùa Bình Linh nằm ở tỉnh Cam Túc, Trung Quốc.
Việc phá hủy các tượng Phật Bamyan trở thành một biểu tượng của sự áp bức tự do tôn giáo. Mặc dù thực tế là hầu hết người Afghanistan hiện là người Hồi giáo, nhưng họ cũng đã chấp nhận quá khứ lịch sử Phật giáo hưng thịnh và nhiều người đã kinh hoàng trước sự phá hủy đó.
Năm 1221, các tượng Phật bị đe dọa khi đế quốc Mông Cổ của Thành Cát Tư Hãn mở rộng đến Bamyan nhưng các bức tượng đã được tha. Babur viết vào tháng 9 năm 1528 rằng ông đã ra lệnh phá hủy cả hai tượng Phật. Sau đó Aurangzeb đã cho pháo hạng nặng nhằm phá hủy các bức tượng. Một động thái khác nhằm phá hủy các bức tượng Bamiyan được thực hiện bởi vua Ba Tư Nader Afshar thế kỷ 18, khi dùng đại bác bắn vào. Quốc vương Abdur Rahman Khan đã phá hủy khuôn mặt của hai bức tượng trong một chiến dịch quân sự chống lại cuộc nổi loạn Shia Hazara. Một người Pháp tên Dureau đã chụp ảnh lại nó vào năm 1847.
Năm 1997, dưới thời Taliban, một chỉ huy có tên Abdul Wahed hoạt động tại khu vực này đã từng tuyên bố sẽ thổi bay hai bức tượng, ngay cả trước khi họ giành được kiểm soát thung lũng. Năm 1998, khi Taliban chiến đấu với lực lượng dân quân Hezbe Wahdat trong khu vực để giành quyền kiểm soát Bamyan, Wahed đã khoan lỗ trên đầu của các tượng Phật để nhồi thuốc nổ. Tuy nhiên, hành động này đã bị ngăn chặn bởi chính quyền địa phương và lệnh trực tiếp từ Mohammed Omar, mặc dù sau đó lốp xe đã được đốt ở trên đầu của tượng Phật. Vào tháng 7 năm 1999, Mullah Mohammed Omar đã ban hành thông điệp về việc ủng hộ bảo tồn các bức tượng Phật Bamyan. Bởi vì tín đồ Phật giáo Afghanistan không còn tồn tại và các bức tượng không còn được tôn thờ nữa, ông nói thêm về việc Chính phủ coi các tượng Bamyan là một nguồn thu tiềm năng cho quốc gia từ hoạt động du lịch quốc tế. Taliban nói rằng Bamiyan sẽ không bị phá hủy và được bảo vệ. Đầu năm 2000, chính quyền Taliban tại địa phương đã yêu cầu sự hỗ trợ của Liên Hợp Quốc để xây dựng lại các rãnh thoát nước xung quanh đỉnh của hốc đá nơi các tượng Phật được tạc. Tuy nhiên, các giáo sĩ cấp tiến của Afghanistan đã bắt đầu một chiến dịch trấn áp các bộ phận "Phi Hồi giáo" của xã hội Afghanistan. Taliban sớm cấm tất cả các hình thức tranh ảnh, âm nhạc và thể thao, bao gồm cả truyền hình, theo những gì họ cho là theo luật Shari'a.
Vào tháng 3 năm 2001, các bức tượng đã bị Taliban phá hủy sau khi Mullah Omar ra lệnh. Nhà lãnh đạo tối cao Taliban giải thích lý do ra lệnh phá hủy các bức tượng trong một cuộc phỏng vấn:
Tôi không muốn phá hủy tượng Phật Bamyan. Trên thực tế, một số người nước ngoài đã đến gặp tôi và nói rằng, họ muốn tiến hành công việc sửa chữa tượng Đức Phật Bamyan đã bị hư hại nhẹ do nước mưa. Điều này làm tôi thấy sốc. Tôi nghĩ, những người nhẫn tâm này không quan tâm đến hàng ngàn con người còn sống - những người Afghanistan đang chết đói, nhưng họ lại rất quan tâm đến những vật thể không còn tồn tại như Đức Phật. Điều này là vô cùng đáng trách. Đó là lý do tại sao tôi ra lệnh phá hủy nó. Nếu họ đến vì công việc cứu tế nhân đạo, tôi sẽ không bao giờ ra lệnh hủy diệt Đức Phật.

Bộ trưởng Thông tin và Văn hóa Qadratullah Jamal nói với Associated Press về quyết định của 400 giáo sĩ tôn giáo từ khắp Afghanistan tuyên bố các bức tượng Phật chống lại các giáo lý của đạo Hồi. Ông cho biết thêm, họ đã đưa ra một sự đồng thuận rằng, các bức tượng chống lại Hồi giáo.

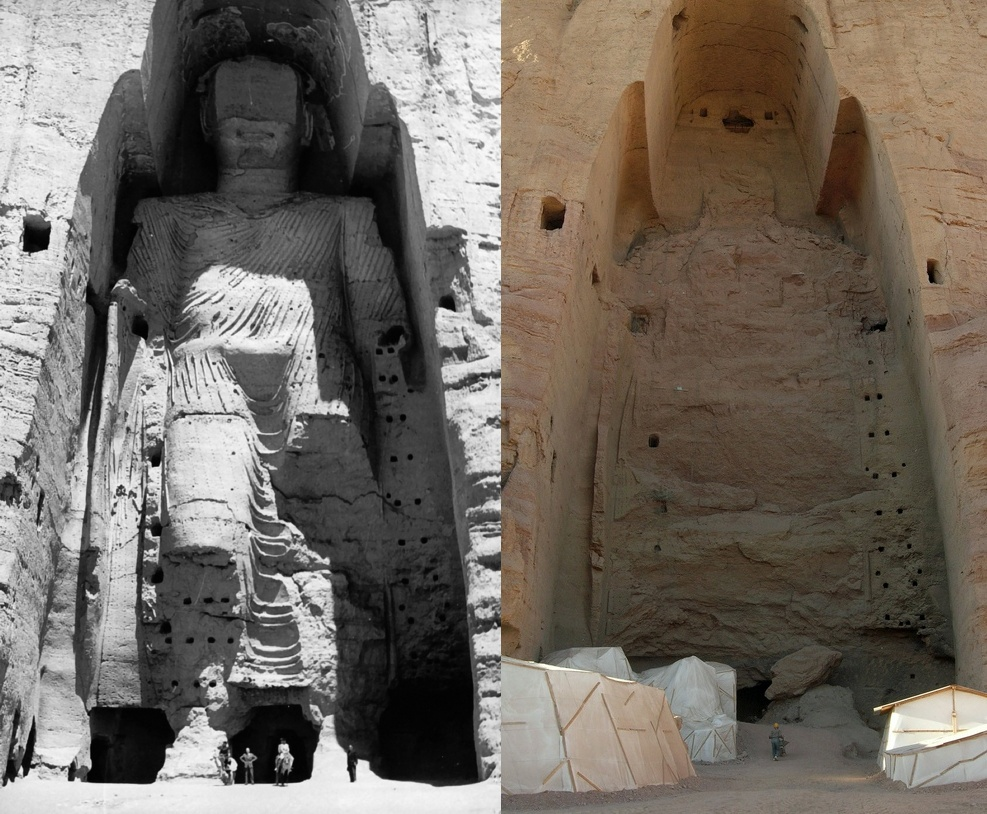
Tượng Phật cổ tại Bamiyan trước (1963) và sau khi bị Taliban phá hủy (2008).

Theo Tổng giám đốc UNESCO Kōichirō Matsuura, một cuộc họp của các đại sứ từ 54 quốc gia thành viên của Tổ chức Hợp tác Hồi giáo (OIC) được diễn ra, bao gồm cả Pakistan, Ả Rập Saudi và UAE là ba quốc gia đã công nhận Chính phủ Taliban. Ả Rập Saudi và UAE sau đó lên án sự hủy diệt là hành động "man rợ". Mặc dù Ấn Độ chưa bao giờ công nhận chế độ Taliban ở Afghanistan nhưng New Delhi đề nghị sắp xếp và chuyển tất cả các cổ vật đang nghiên cứu sang Ấn Độ, nơi chúng sẽ được giữ an toàn và bảo quản cho cả nhân loại nhưng đã bị Taliban từ chối. Tổng thống Pakistan Pervez Musharraf đã cử bộ trưởng Nội vụ Moinuddin Haider tới Kabul để cố gắng ngăn chặn sự hủy diệt, bằng cách lập luận rằng đó là hành động phi đạo Hồi và chưa từng có tiền lệ. Theo Bộ trưởng của Taliban Abdul Salam Zaeef, UNESCO đã gửi cho chính phủ Taliban 36 lá thư phản đối đề xuất phá hủy tượng Phật. Ông khẳng định rằng, các đại biểu Trung Quốc, Nhật Bản và Sri Lanka là những người ủng hộ nghiêm túc nhất việc bảo tồn các tượng Phật. Người Nhật đặc biệt đề xuất nhiều giải pháp khác nhau cho vấn đề này, bao gồm việc chuyển các bức tượng sang Nhật Bản. Tạp chí Hồi giáo của Đảng Hồi giáo Turkistan có bài viết mô tả việc phá hủy tượng Phật Bamyan bất chấp nỗ lực của những "kẻ ngoại đạo" là Chính phủ Nhật Bản nhằm bảo vệ phần còn lại.

## Mô tả
Đầu tiên, hai pho tượng Phật được chạm khắc sơ bộ vào đá, sau đó người ta dùng một hỗn hợp đất sét, rơm và lông đuôi ngựa đắp thành trang phục rồi mới tô màu. Công nhân ở đây đã tìm được khoảng hơn 3.000 miếng đắp trát bề ngoài với những chất liệu pha màu và cả những nêm gỗ, sợi thừng quấn quanh pho tượng đá để giữ chắc phần đắp trát. Khí hậu khô hanh ở Afghanistan và độ sâu của hốc đá đã bảo vệ tốt pho tượng và giúp bảo quản phần mộc của công trình.
Tượng Phật Lớn được sơn bằng cánh kiến đỏ, còn tượng Phật Nhỏ được sơn bằng nhiều chất liệu màu – ông Edmund Melzl nhận định. Ông còn kể thêm: Phát hiện kỳ thú nhất là một tay nải, trong chứa ba chuỗi tràng hạt bằng gốm, bản in khắc bằng đất sét và một số trang kinh Phật in trên vỏ cây. Có thể nhận định rằng tay nải được đeo vào ngực tượng Phật Lớn và được trát trong lúc hoàn thiện pho tượng.

## Hình ảnh

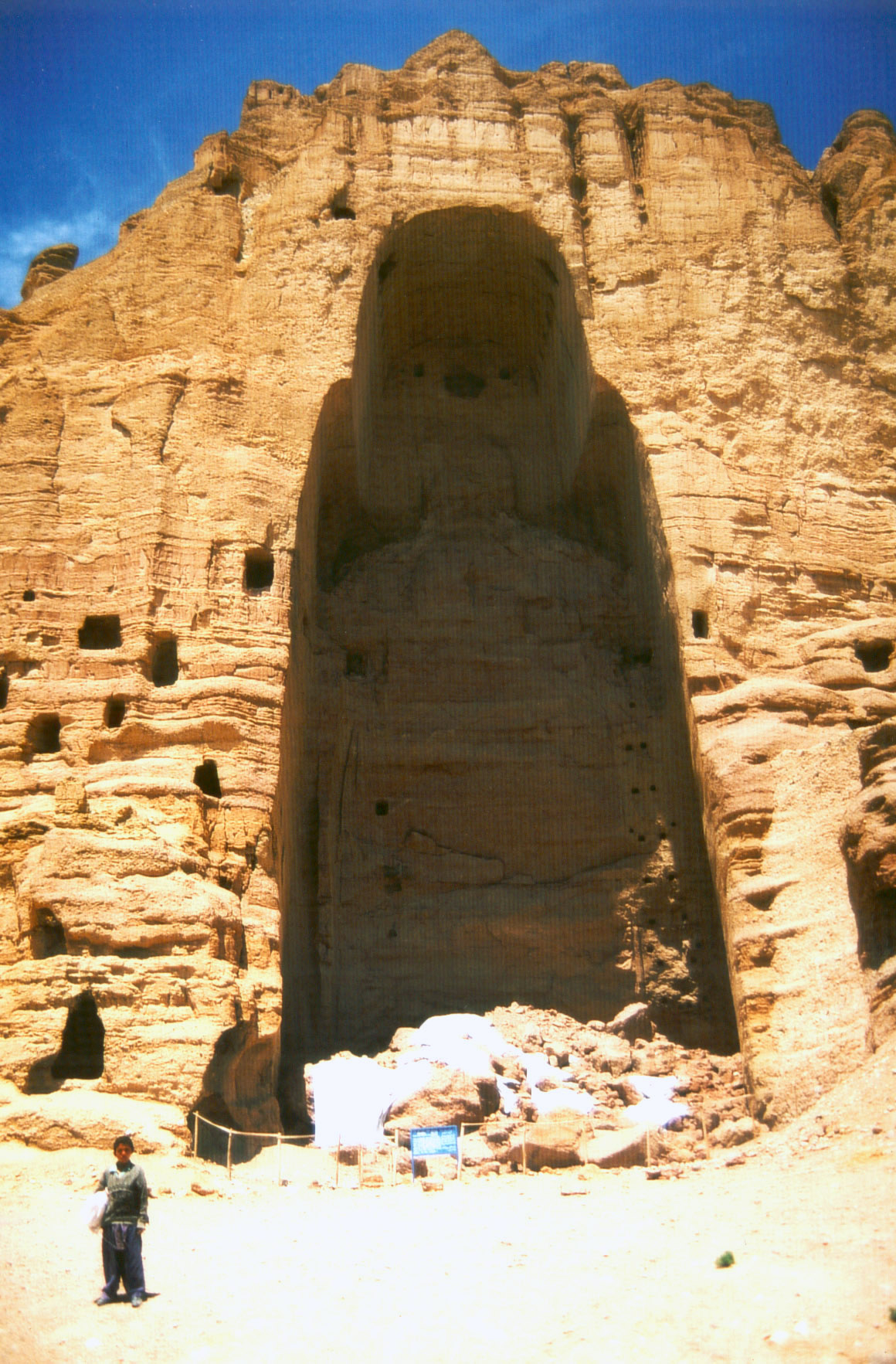
Tượng Phật lớn sau khi bị phá hủy
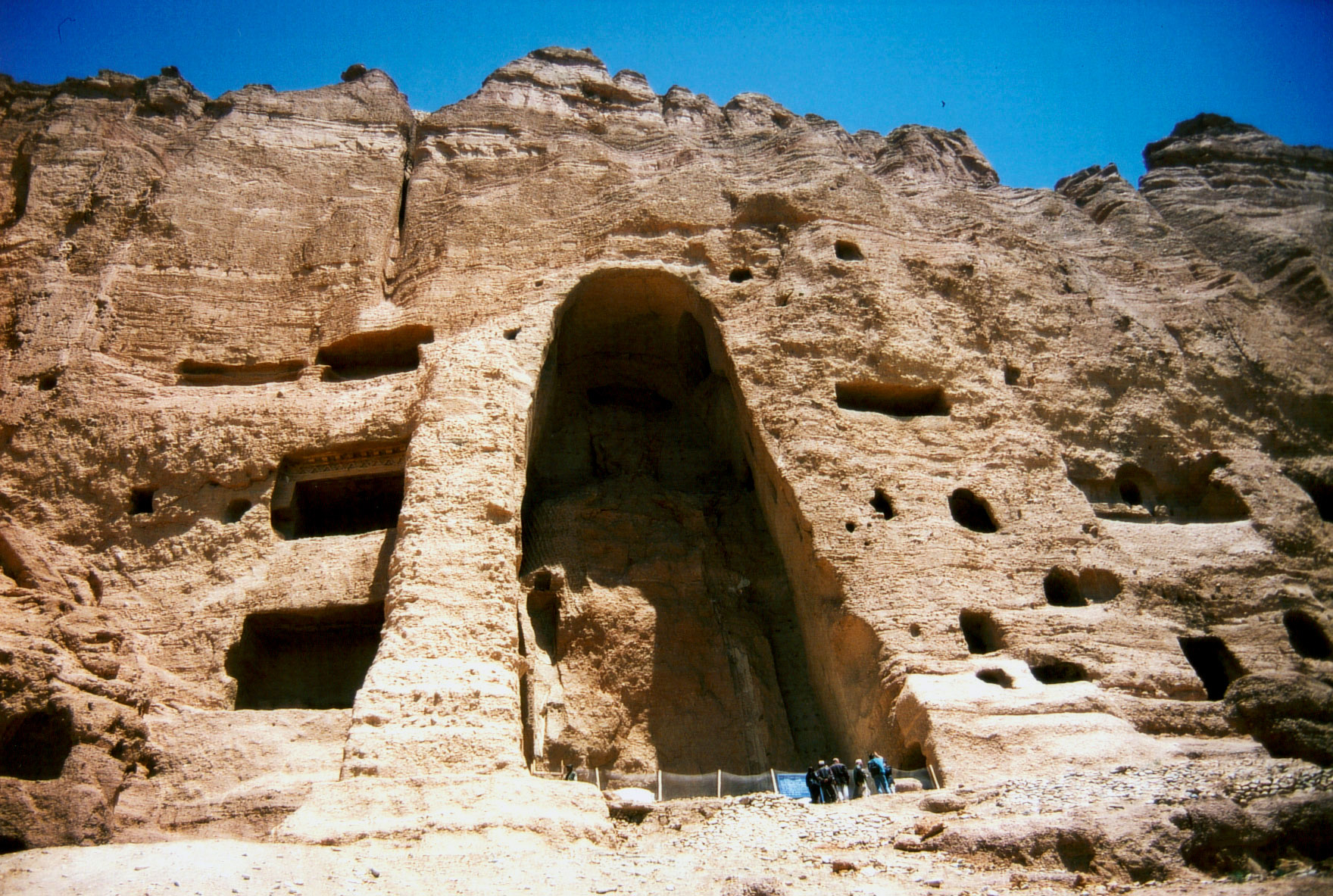
Tượng Phật nhỏ sau khi bị phá hủy
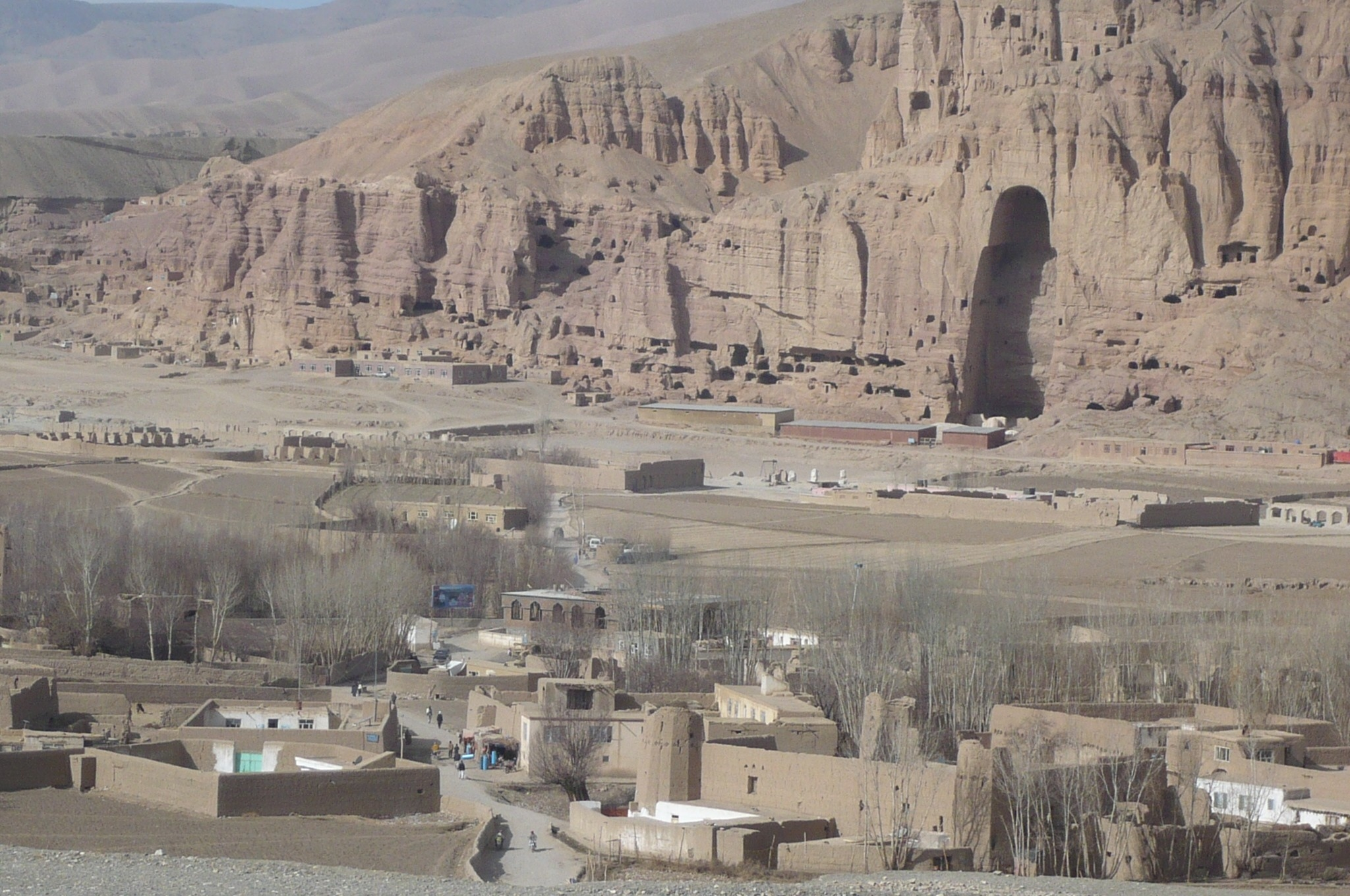
Quang cảnh núi đá nơi các tu viện và tượng Phật được chạm khắc
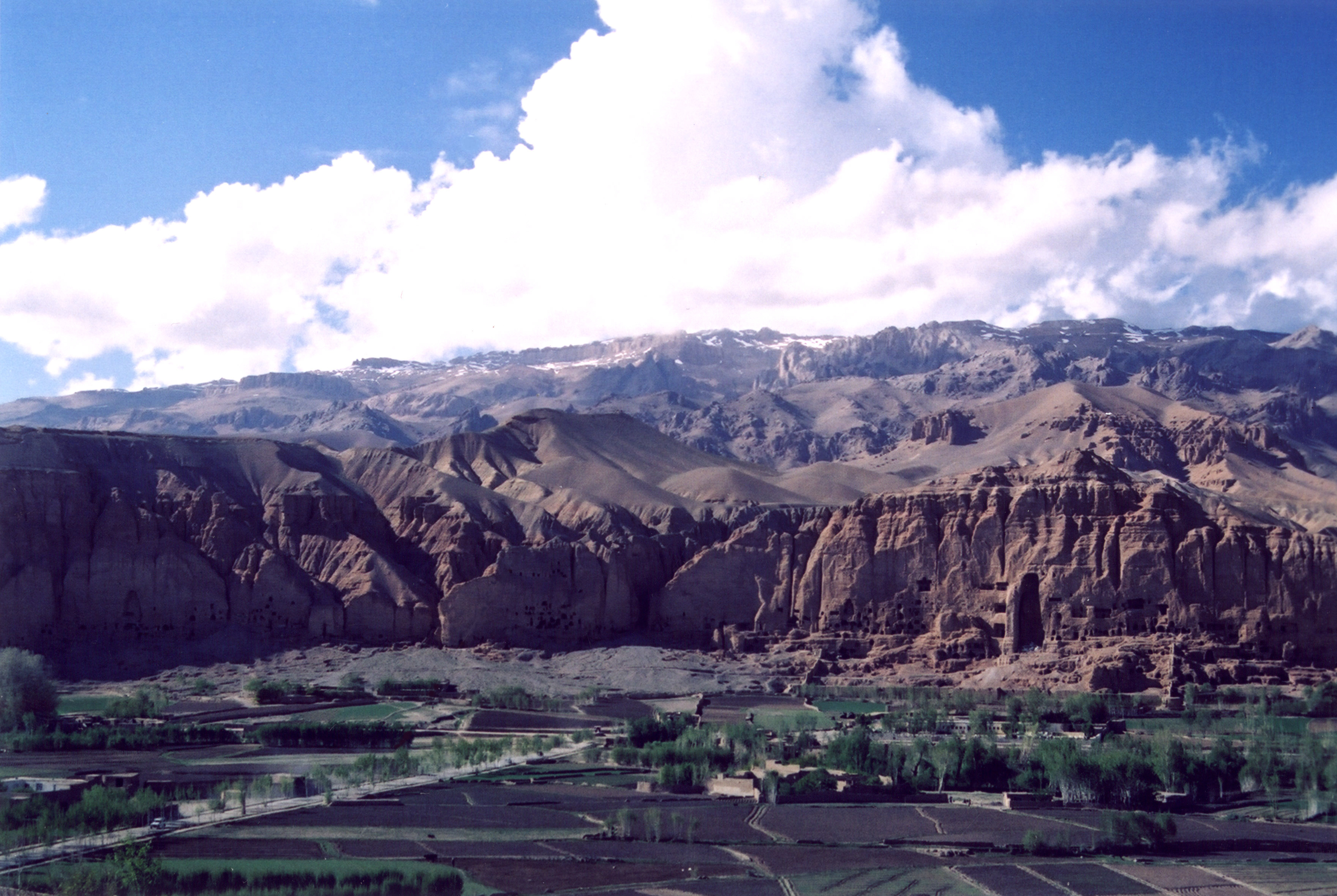
Cảnh quan của di tích khảo cổ của Thung lũng Bamyan